# Notothylas levieri
Notothylas levieri là một loài rêu trong họ Notothyladaceae. Loài này được Schiffner mô tả khoa học đầu tiên.